# Johnius coitor
Johnius coitor är en fiskart som först beskrevs av Hamilton 1822.  Johnius coitor ingår i släktet Johnius och familjen havsgösfiskar. IUCN kategoriserar arten globalt som livskraftig. Inga underarter finns listade i Catalogue of Life.